# گرمورت رمضان‌آباد
گرمورت رمضان‌آباد، روستایی از توابع بخش دوره چگنی شهرستان خرم‌آباد در استان لرستان ایران است.

## جمعیت
این روستا در دهستان کشکان قرار دارد و براساس سرشماری مرکز آمار ایران در سال ۱۳۸۵، جمعیت آن ۴۲۰ نفر (۹۲خانوار) بوده‌است.